# Presbyterní církev (Jižní Korea)
Presbyterní církve Koreje (ve zkratce PCK z Presbyterian Church of Korea, korejsky 대한예수교장로회, výslovnost Daehan yesugyo jangnohoe) je největší protestantská církev v Jižní Koreji. První sbor této církve založili roku 1884 misionáři z americké Presbyterní církve. Nacházel se na území Severní Koreje. Celá církev měla (k roku 2013) v Koreji 8305 sborů a 2 852 125 členů, z nichž je asi 80 % aktivních při různých náboženských programech. Během padesátých let 20. století se od Presbyterní církve oddělila část a založila Presbyterní církve v republice Korea (ve zkratce PROK). Již od svého počátku je církev na státu finančně nezávislá.
Kazatel církve, Jong Sil Lee, působí od roku 1997 v České republice, ve sboru Českobratrské církve evangelické v Praze – Kobylisích. Obě církve, jak česká, tak korejská, navíc spolu podepsaly memorandum o partnerství. Korejské bohoslužby koná presbyterní církev i na evangelické (luterské) faře v Ostravě.